# Wasco-Wishram
Els Wasco-Wishram són dues tribus amerindis chinook que vivien als marges del riu Colúmbia a Oregon. Avui les tribus formen part de les Tribus Confederades de Warm Springs a Oregon i de les Tribus i Bandes Confederades de la Nació Yakama a Washington.

## Història
Els wishram i wasco són tribus de l'Altiplà que estan estretament relacionades i comparteixen molts aspectes culturals de les tribus de la costa nord-oest. Vivien al llarg dels marges del riu Columbia, prop de The Dalles. The Dalles era una ubicació comercial molt important, i les tribus es van beneficiar d'una xarxa comercial extensa. Per desgràcia el 1800 va arribar els europeus i llurs malalties que van provocar un gran nombre de víctimes en les poblacions wasco i wishram. Ambdues tribus foren obligades pels Estats Units en 1855 a signar tractats cedint la major part de les seves terres. Aquests tractats establiren la reserva índia de Warm Springs.

### Wasco
Wasco prové de la paraula Wacq!ó, que significa "copa" o "petit recipient,"" que es refereix a una roca diferenciada en forma de bol prop del llogaret històric primari de la tribu. Tradicionalment vivien als costats sud del riu Columbia. El 1822 la seva població s'estimava en 900 habitants. Segons el cens dels Estats Units del 2000 hi havia censats 398 wascopum.

### Wishram

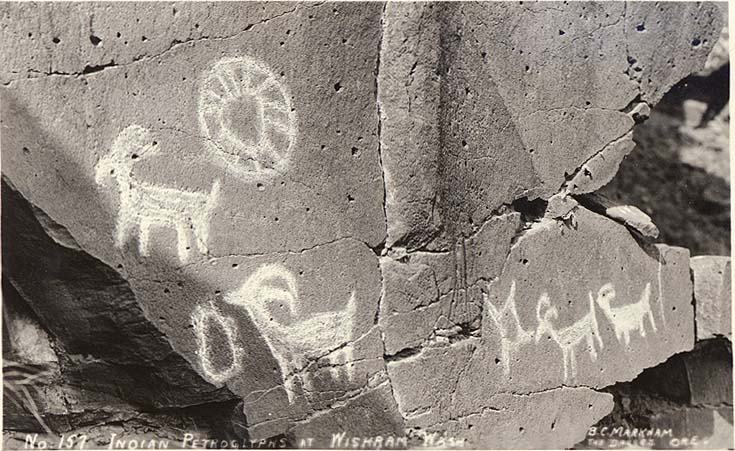
Petròglifs wishram al riu Columbia

Els wishram també eren coneguts com a Tlakluit i Echeloot. Tradicionalment es van establir en llogarets permanents al llarg del marge nord del riu Columbia. En la dècada de 1700 la població estimada era de 1.500 wishrams. El cens de l'estat de Washington de 1962 va comptar 10 wishrams, el mateix número que apareix en el cens dels Estats Units del 2000.

### Drets de pesca
Els tractats signats el 1855 pels wasco-wishram permeten pescar les tribus "generalment ... en estacions usuals i com acostumen els altres ciutadans dels Estats Units... ". Entre 1938 i 1956 la presa de Bonneville, la presa Grand Coulee i la presa de Dalles causaren estralls en les pesqueries natives. El govern va pagar indemnitzacions a les tribus per compensar la pèrdua de peix, però, no van proporcionar cap indemnització per la importància cultural i religiosa que la pesca de salmó i truita arc de Sant Martí suposava per a la tribu. El 1974 un procés judicial històric va confirmar els drets de les tribus de la costa nord-oest de pescar com ho han fet històricament.

## Avui
Les Tribus Confederades de la Reserva de Warm Springs d'Oregon té 4.000 membres tribals registrats de les tribus wasco, walla walla, tenino, i paiute. 200 dels 4.000 podrien ser wasco. Wishram estan registrats principalment en les Tribus i Bandes Confederades de la Nació Yakama a l'estat de Washington.

### Llengua
La llengua Wasco-Wishram forma part de la divisió alt chinook o Kiksht del grup de llengües penutianes. Actualment cinc ancians de la reserva Warm Springs són parlants fluids. La tribu té un programa per reviure l'ús del seu llenguatge entre els membres de la tribu de totes les edats.

### Art
Ambdues tribus són conegudes per llurs intricade talles en fusta, comptes, i cistelleria. L'artista wasco-tlingit Pat Courtney Gold utilitza en les seves cistelles dissenys tradicionals Wasco-Wishram.